# Epsilon Centauri
Epsilon Centauri (ε Cen, ε Centauri) é uma estrela na constelação de Centaurus. Com uma magnitude aparente visual de 2,30, é facilmente visível a olho nu como um dos membros mais brilhantes da constelação. De acordo com medições de paralaxe, está localizada a aproximadamente 430 anos-luz (131 parsecs) da Terra.
Epsilon Centauri é uma estrela gigante de classe B com um tipo espectral de B1 III, indicando que é uma estrela evoluída que já saiu da sequência principal. É uma estrela massiva com 11,7 vezes a massa solar e tem uma idade de 16 milhões de anos. Com base em um diâmetro angular de 0,504 ± 0,029 milissegundos de arco, seu raio pode ser calculado em 7 vezes o solar. Sua atmosfera está brilhando com mais de 15 000 vezes a luminosidade solar a uma temperatura efetiva de 24 000 K, o que dá à estrela a coloração azul-branca típica de estrelas de classe B. É uma estrela variável do tipo Beta Cephei, apresentando pelo menos cinco períodos de pulsação que variam entre 3,14 e 4,22 horas. Sua magnitude aparente varia entre 2,29 e 2,31.
Esta estrela pertence ao subgrupo Centaurus Inferior-Crux da associação Scorpius–Centaurus, a associação OB mais próxima do Sol. Ela tem uma velocidade peculiar de 5,4 ± 2,6 km/s em relação às estrelas vizinhas. É catalogada como uma binária astrométrica, o que significa que possui uma estrela companheira identificada a partir de anomalias no movimento próprio da primária. Uma pesquisa interferométrica de 2013 identificou um objeto de 46% da massa da estrela primária a uma separação de aproximadamente 0,1 segundos de arco, o que corresponde a cerca de 20 UA.